# Utz Elsässer
Utz Elsässer, auch Utz Elsäßer, geboren als Ulrich Elsässer (* 11. Dezember 1927 in Pforzheim; † 1. Februar 2021 in Kronau), war ein bis 1992 aktiver deutscher Filmarchitekt, Bühnenbildner, Szenenbildner beim Fernsehen und Marionettenspieler.

## Leben und Wirken
Utz Elsässer war der Sohn des Malers und Lehrers Oskar Elsässer und besuchte das Reuchlin-Gymnasium Pforzheim. Er war Mitbegründer der Pforzheimer Jugendbühne und beschäftigte sich seit seinem 16. Lebensjahr mit der Herstellung von Marionetten. Über das Marionettentheater knüpfte er ersten Kontakt zum klassischen Gesangs- bzw. Sprechtheater und erhielt ab 1948 privaten Unterricht beim Bühnenbildner Felix Cziossek in Stuttgart. 1952 wurde er am Stadttheater Konstanz engagiert und ging 1953 ans Theater Pforzheim, wo er –  zunächst unter seinem Geburtsnamen Ulrich Elsässer – als Ausstatter wirkte, bis er 1957 ans Staatstheater Karlsruhe wechselte.
Noch bevor er 1961 nach Bayern umzog, begann Elsässer für das Fernsehen zu arbeiten. Mit Beginn der 1960er Jahre entwarf Elsässer regelmäßig die Dekorationen zu Fernsehproduktionen, anfänglich für Musikshows wie Hotel Victoria. 1960 kooperierte er auch mit Showspezialist Michael Pfleghar. Das Gros von Elsässers frühen Szenenbildern entstanden in den Bavaria Ateliers, er designte aber auch mehrfach für den SDR und den WDR. Dabei handelte es sich bis 1967 zumeist um Fernsehspiele. Mit mehreren Teilen zur beliebten Vorabendserie Die seltsamen Methoden des Franz Josef Wanninger kamen im selben Jahr auch erstmals Entwürfe für das Serienfernsehen hinzu.
Als Filmarchitekt für die große Leinwand trat Elsässer nur dreimal in Erscheinung: 1976 entwarf er die Bauten zu den letzten beiden Kinofilminszenierungen Alfred Vohrers, Anita Drögemöller und die Ruhe an der Ruhr und Das Schweigen im Walde, 1977 die Dekorationen zu Franz Seitzens Valentinade Die Jugendstreiche des Knaben Karl. In seiner letzten intensiven Schaffensperiode für das Fernsehen, von 1983 bis 1985, trat Elsässer ausschließlich als Szenenbildner für das Serienfernsehen in Erscheinung und entwarf die Bauten zu Derrick, Der Alte und Unsere schönsten Jahre. 1993 war er noch einmal als Szenenbildner für die auf Sat.1 ausgestrahlten Fernsehadaptionen von Volksstücken des Chiemgauer Volkstheaters Bernd Helfrichs nachweisbar.
Elsässer lebte ab 1978 mit seiner Frau bis zuletzt in Neubeuern bei Rosenheim. Dort betrieben sie 22 Jahre lang im eigenen Haus ein kleines Marionettentheater. Zu den aufgeführten Stücken zählten Die verkaufte Braut, Hoffmanns Erzählungen, L’Orfeo von Claudio Monteverdi, Der Freischütz, Carl Orffs Die Kluge, Die lustigen Weiber von Windsor, Undine, Die Zauberflöte und Die Entführung aus dem Serail.

## Privates
Elsässer hatte mit seiner 2014 verstorbenen Ehefrau Angela drei Töchter. Die Sprecherin und Schauspielerin Cornelia Waibel ist seine Enkelin.

## Filmografie (Auswahl)
- 1956: Meine Schwester und ich
- 1960: In 80 Takten um die Welt
- 1960: Das Leben ist ein Karussell
- 1961: Hotel Victoria
- 1961: Die Falle
- 1961: Duett zu dritt
- 1962: Die Feuertreppe
- 1962: Marke Lohengrin
- 1962: Der Abstecher
- 1963: Den Tod in der Hand
- 1963: Lady Lobsters Bräutigam
- 1964: Der doppelte Nikolas
- 1965: Die selige Edwina Black
- 1965: Olivia
- 1966: Der Fall Rouger
- 1966: Der Raub der Sabinerinnen
- 1966: Der Käfig
- 1967: Eiszeit der Liebe
- 1967: Der Fall Eulenburg
- 1967: Die seltsamen Methoden des Franz Josef Wanninger (TV-Serie)
- 1976: Zwickelbach & Co. (TV-Serie)
- 1976: Anita Drögemöller und die Ruhe an der Ruhr
- 1976: Das Schweigen im Walde
- 1977: Die Jugendstreiche des Knaben Karl
- 1982: Väter
- 1983–84: Derrick (TV-Reihe)
- 1983–85: Der Alte (TV-Reihe)
- 1985: Unsere schönsten Jahre (TV-Serie)
- 1993: Chiemgauer Volkstheater